# ブランドン・ウルフ
ブランドン・ウルフ（Brandon Wolff、1975年10月18日 - ）は、アメリカ合衆国の男性総合格闘家。ハワイ州カイルア出身。アメリカ海軍特殊部隊Navy SEALs出身。MMAD所属。
双子の兄弟ブレントン・ウルフもNavy SEALs出身の総合格闘家であり、トレーニングパートナーでもある。

## 来歴
2002年1月5日、プロデビュー。
2003年3月27日、WECでハンニバル・アドフォと対戦し、判定勝ち。
2005年7月9日、Rumble on the Rockでジェイ・カーターと対戦し、判定勝ち。
2005年7月29日、K-1ハワイ大会のオープニングファイトに出場。福田力と総合格闘技ルールで対戦し、バックマウントパンチ連打によりTKO負け。
2007年9月15日、EliteXCでチャド・クリンゲンスミスと対戦し、判定勝ち。
2008年12月10日、UFC初参戦となったUFC: Fight for the Troopsでベン・ソーンダースと対戦し、膝蹴りの連打でTKO負けを喫した。
2009年5月23日、UFC 98で吉田善行と対戦。吉田のギロチンチョークが極まりタップするもレフェリーが見逃したため続行となったが、そのままさらに絞めあげられ、2度目のタップで試合が終わった。2連敗となりUFCから契約解除された。

## 戦績
| 総合格闘技 戦績 | 総合格闘技 戦績 | 総合格闘技 戦績 | 総合格闘技 戦績 | 総合格闘技 戦績 | 総合格闘技 戦績 | 総合格闘技 戦績 |
| --------------- | --------------- | --------------- | --------------- | --------------- | --------------- | --------------- |
| 12 試合         | (T)KO           | 一本            | 判定            | その他          | 引き分け        | 無効試合        |
| 7 勝            | 3               | 0               | 4               | 0               | 0               | 0               |
| 5 敗            | 2               | 2               | 1               | 0               | 0               | 0               |

| 勝敗 | 対戦相手                 | 試合結果                            | 大会名                                | 開催年月日     |
| ×    | ディラン・クレイ         | 3R 4:06 キムラロック                | X-1: Nations Collide                  | 2010年6月4日   |
| ×    | 吉田善行                 | 1R 2:24 ギロチンチョーク            | UFC 98: Evans vs. Machida             | 2009年5月23日  |
| ×    | ベン・ソーンダース       | 1R 1:49 TKO（膝蹴り）               | UFC: Fight for the Troops             | 2008年12月10日 |
| ○    | チャド・レイナー         | 5分5R終了 判定2-1                   | X-1: Legends                          | 2008年5月16日  |
| ○    | チャド・クリンゲンスミス | 5分3R終了 判定3-0                   | EliteXC: Uprising                     | 2007年9月15日  |
| ○    | シュ・ナヒワワ           | 1R 3:02 TKO（パンチ連打）           | X-1: Grand Prix 2007                  | 2007年8月4日   |
| ○    | ジョシュ・マクドナルド   | 1R終了時 TKO（ドクターストップ）    | Rumble on the Rock 9                  | 2006年4月21日  |
| ×    | 福田力                   | 2R 2:49 TKO（バックマウントパンチ） | K-1 WORLD GP 2005 in HAWAII           | 2005年7月29日  |
| ○    | ジェイ・カーター         | 5分2R終了 判定3-0                   | Rumble on the Rock: Proving Grounds 4 | 2005年7月9日   |
| ○    | ハンニバル・アドフォ     | 5分3R終了 判定2-1                   | WEC 6: Return of a Legend             | 2003年3月27日  |
| ×    | イアン・ネルムス         | 5分2R終了 判定0-3                   | SuperBrawl 25                         | 2002年7月13日  |
| ○    | デビッド・サンチアゴ     | 1R 3:15 TKO                         | Warriors of the New Millennium 4      | 2002年1月5日   |